# Лусиъс Шепърд
Лусиъс Шепърд (на английски: Lucius Shepard) е американски писател. Произведенията му не се категоризират лесно; повечето от тях несъмнено спадат към различни видове фантастика – научна фантастика, фентъзи, хорър – но не се ограничават в тесни рамки. Творбите му демонстрират силна политическа и историческа ангажираност и отговорност.
Започва да пише сравнително късно. Първите му разкази се появяват през 1983 г. Първият му роман, „Зелени очи“ (Green Eyes) излиза през 1984 г. Отначало бива причисляван към авторите на киберпънк.
Шепърд е печелил неведнъж награди. През 1985 г. печели наградата за най-добър нов писател фантаст на името на Джон Кемпбъл. През 1986 г. печели наградата „Небюла“ за разказа си „R&R“, който по-късно става част от романа му „Живот по време на война“ (Life during Wartime). Романът му Barnacle Bill the Spacer печели наградата „Хюго“ за 1993 г.
Шепърд умира на 18 март 2014 г. в Портланд.

## Теми и еволюция
През писателската си кариера Шепърд обсъжда много и различни теми. Ранните му произведения са предимно на тема Централна Америка. Повечето от тях са или научнофантастични истории за високотехнологични войни в джунглата, развиващи се в близкото бъдеще (например „R&R“ и „Салвадор“), или истории, които изглеждат по-близки до магическия реализъм. Много от тях изследват сблъсъка на култури – например „Черен корал“ (описва американец, който живее на остров близо до Хондурас), или „Ловецът на ягуара“ (разказ за мъж, който е принуден заради дълговете на жена си да се опита да улови митичен черен ягуар, смятан от сънародниците му за свещен). Шепърд е пътувал много из Централна Америка и е живял там известно време; в многобройни интервюта той твърди, че администрацията на Буш ще атакува региона с военна сила.
През повечето от 1990-те Шепърд не е писал фантастика. Към края на десетилетието той обаче се завръща в жанра с творби като „Radiant Green Star“ (спечелила наградата „Локус“ за 2001 г.). Въпреки че продължава да пише „централноамериканска“ фантастика, интересът му като че ли се измества на север: през 2004 г. той публикува два кратки романа, „A Handbook of American Prayer“ и „Viator“, действието на които се развива в Северна Америка. В повечето му други творби напоследък културата и географията са на по-заден план (новелата му „Jailwise“ е добър пример), и предпочита вместо това да изследва по-широки въпроси, като ролята на правосъдието в обществото.
Напоследък Шепърд пише предимно публицистика. Изучавал е групата Freight Train Riders of America известно време, и е писал както фантастика, така и публицистика на базата на опита си с тях. Редовно пише прегледи на филми в „The Magazine of Fantasy and Science Fiction“ и в electricstory.com Архив на оригинала от 2020-01-17 в Wayback Machine.. Прегледите му често са белязани от ирония към сегашното състояние на американската филмова индустрия.